# Rainer Brüninghaus

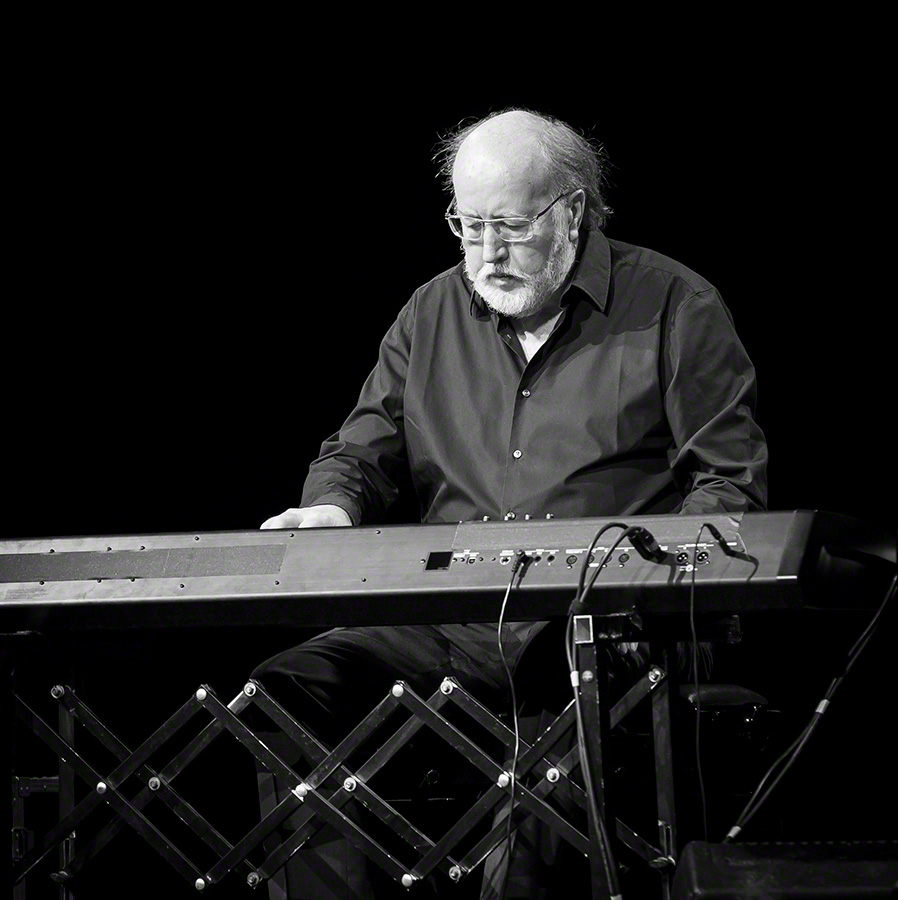
Rainer Brüninghaus, Oslo Jazzfestival 2016

Rainer Brüninghaus (* 21. November 1949 in Bad Pyrmont) ist ein deutscher Jazzpianist, Komponist und Hochschullehrer.

## Leben und Werdegang

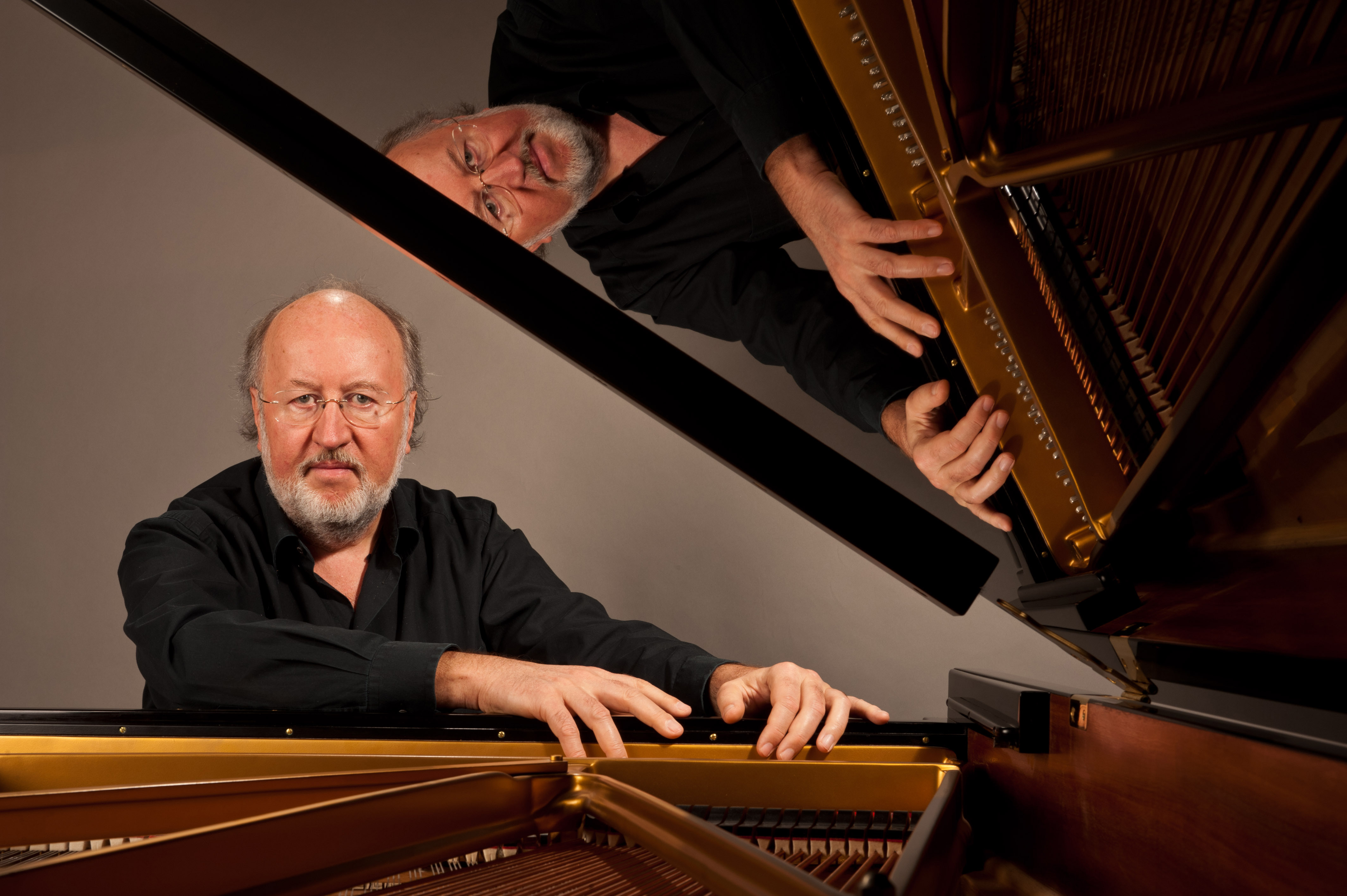
Rainer Brüninghaus (2011)

Brüninghaus wurde seit dem neunten Lebensjahr klassisch ausgebildet und gründete mit sechzehn Jahren sein erstes Jazz-Trio. Von 1968 bis 1972 studierte er an der Universität zu Köln Soziologie, 1971 bis 1975 Musik. Während der Studienzeit gründete er die experimentelle Jazzrock-Gruppe Eiliff, mit der er zwei LPs und eine Single aufnahm. 
Von 1973 bis 1975 war er festes Mitglied in Volker Kriegels Jazzrock-Gruppe Spectrum und anfangs noch an dessen Mild Maniac Orchestra beteiligt. Ab 1973 war er außerdem (bis 1985) gelegentlich Gast beim hr-Jazzensemble. 1975 begann eine siebenjährige Zusammenarbeit mit Eberhard Weber in dessen Gruppe Colours, zu der auch Charlie Mariano gehörte. 1976 gab er ein erstes Solokonzert bei den Heidelberger Jazztagen. 1978 führte er beim Frankfurter Jazzfestival eine 50-minütige Auftragskomposition auf.  Ab 1979 spielte er auch mit Manfred Schoof im Duo und in dessen Quintett. In den 1980er Jahren verwirklichte er vorwiegend eigene Projekte, u. a. Freigeweht mit Kenny Wheeler und Jon Christensen (ECM) und gründete 1981 ein eigenes Trio, in dem bis Ende 1984 Markus Stockhausen und Fredy Studer spielten; 1985 holte er dann John Abercrombie und Trilok Gurtu in die Band. Außerdem gehörten Charlie Mariano, Hugo Read und Jo Thönes jeweils für kurze Zeit dazu. 1988 begann eine bis heute andauernde Zusammenarbeit mit Jan Garbarek mit ausgedehnten Tourneen weltweit. Auch arbeitete er mit Musikern wie Bob Brookmeyer, Gary Burton, Bobby McFerrin, Jim Hall, Manu Katché, Albert Mangelsdorff, Paul McCandless, Alphonse Mouzon, Carla Bley und Steve Swallow. Seit Anfang 2011 gibt Brüninghaus wieder häufiger Solokonzerte am Flügel.
Brüninghaus unterrichtete von 1973 bis 1977 an der Akademie Remscheid, von 1984 bis 1992 als Dozent für Klavier an der Hochschule für Musik Köln, sowie von 1990 bis 1993 an der Hochschule für Musik und Darstellende Kunst Frankfurt am Main. Aus seiner didaktischen Tätigkeit gingen auch musiktheoretische Artikel für verschiedene Musikzeitschriften hervor. Neben seinen vielen Kompositionen für große und kleine Ensembles schrieb Brüninghaus auch Musiken zu teils preisgekrönten Filmen und Fernsehserien. Brüninghaus war außerdem im Künstlerischen Beirat der Union Deutscher Jazzmusiker. Heute lebt er in Rösrath im Bergischen Land.

## Kritikerstimmen
Der vor allem im Fusionbereich bekannt gewordene Musiker „bevorzugt weiche Akkordschichtungen und weit geschwungene melodische Bögen, ohne dabei den rhythmischen Fluss zu vernachlässigen“. „Im Jazz ist Brüninghaus der phantasievollste Vertreter der Minimal Art“ und verbindet in seinen Improvisationen und Kompositionen repetitive minimalistische Muster „mit einer an Bill Evans erinnernden Jazzphrasierung“.

## Filmmusik
- 1981: Der rote Strumpf
- 1993: Shiva und die Galgenblume
- 1995: The Final Kick
- 2001: Der weiße Wal
- 2002: Die Hundeschule
- 2013: Die schöne Krista

## Preise und Auszeichnungen
Brüninghaus wurde 1983 mit dem Jazzpreis des Südwestfunks ausgezeichnet und erhielt den Preis der Deutschen Schallplattenkritik für seine ECM-Einspielung „Continuum“.

## Lexigraphische Einträge
- Wolf Kampmann (Hrsg.), unter Mitarbeit von Ekkehard Jost: Reclams Jazzlexikon. Reclam, Stuttgart 2003, ISBN 3-15-010528-5.
- Martin Kunzler: Jazz-Lexikon. Band 1: A–L (= rororo-Sachbuch. Bd. 16512). 2. Auflage. Rowohlt, Reinbek bei Hamburg 2004, ISBN 3-499-16512-0.